# Eparhia Moldovei
Eparhia Bucovinei și Moldovei este una din cele trei eparhii ale Mitropoliei Ortodoxe Ruse de Rit Vechi. Are sediul la Târgu Frumos și este condusă de episcopul Nafanail.